# Huszár Imre (újságíró)
Nagybaráthi Huszár Imre (Tata, 1838. november 2. – Bécs, 1916. február 10.) író, újságíró, műfordító, országgyűlési képviselő.

## Élete
Huszár Ferenc alországbírónak (meghalt 1873. március 1.) és assakürthi Ghyczy Zsófia fia. Iskoláit Tatán (1846-50) és Pesten a piaristák gimnáziumában végezte; azután egyetemi joghallgató volt. 1861-ben Komárom megye második, majd első aljegyzőjének választották, de még ugyanezen évben a Forgách-féle provizórium beálltával az alkotmányos megyei tisztikarral együtt visszalépett. 1863-ban nőül vette ivándai Karácson Vilmát. 1866-ban Torontál vármegye törvényszéki ülnökévé nevezték ki és 1867-ben ugyanazon megye főjegyzőjévé választották meg. 1869. március 22-én a zsombolyai (Torontál megye), 1872-ben és 1875-ben pedig a billeti kerület választotta meg országgyűlési képviselőnek; 1873-tól a képviselőház egyik jegyzői tisztét is viselte. 1880-ban Párizsba költözött és ott 1885-ig az irodalmi, de főleg a publicisztikai téren működött. 1886-tól állandóan Bécsben lakott és a közös külügyi minisztérium sajtó osztályában működött.

## Újságírói munkássága
1878-ban részt vett a Pesti Hirlap megalapításában és ott 1880-ig mint főmunkatárs működött; írt ezenfelül politikai és tárcacikkeket a Reformba, Pesti Naplóba, Honba, Wiener Allgemeine Zeitungba, Pressebe. Irodalmi működését 1853-ban kezdte a Császár Ferencz által szerkesztett Divatcsarnokban (1854-56., 1858. eredeti és ford. beszélyek); a Részvét Hangjaiban (1854. Kendiek, tört. beszély); németből, francziából, angolból, olaszból és oroszból fordított beszélyei s czikkei a Hölgyfutárban (1855. Sue, Az ördögorvos, regény, 1856-58. Költők, festészek és zenészek, Huszár Gyula emléke, 1861. Levelek úti naplómból, Féval, Croiat kastély, regény, 1859. Donizetti 1862-64.); a Nayadban (1863. A fürdő physiologiája, A császárfürdői saisonok, Balatoni saisonok); a Budapesti Szemlében (1865. A történeti irodalom eredete és állapota a középkorban, 1879. Ovidius számüzetése Boissier Gaston után, 1881. Egy olasz kalandor a mult században, 1888. Oroszország keleten, 1891. Egy franczia követség keleten 1728-41.); a Nővilágban (1857.); Szépirodalmi Közlönyben (1857. A legújabb lengyel irodalom áttekintése, Néger költészet a szövetséges államokban, 1858.); a Néfelejtsben (1860.); a Fővárosi Lapokban (1864. Szörnyeteg volt-e Nero? 1865. Csevegés a sakkjátékról, 1866. Külirodalmi levél, Shakespeare műveinek színre alkalmazásai Angolországban, 1870. Dickens, 1871. Kvaternik, gyermekkori visszaemlékezéseimből, 1872. Az Athenaeum irodalmunkról, 1877. Roger de Beauvoir, Kolczow Alexej, az oroszok Petőfije, Goldoni és Alfieri, 1878. Gutzkow mint drámaíró, 1879. 1882. Szarvadyról); a Reformban (1870. 113. sz. könyvism., 1871. 63. sz. Lord Palmerston); a Pesti Naplóban (1874. 179. sz. Angolország a középkor után); az Életképekben (1876. George Sandról); az Ellenőrben (1877. 355. sz. Thiers, 391. sz. könyvism.); Petőfi Társaság Lapjában (1877. Osztrovszky, egy orosz vígjátékíró, 1878. Labiche öszszes vígjátékai); a Családi Körben (1877. A történeti dráma a legújabb franczia irodalomban, Couriere után); a Pesti Hirlapban (1880. 300. sz. A Théâtre Français jubileuma; Heti mellékl. 54. sz. Látogatásom Labichenál, 1881. 57. sz. A Hugo Victor napja, párisi levelek); az Egyetértésben (1881. 119. sz. Girardin Emil, 292. sz. Az orvosok a szinirodalomban Molière óta, 306., 320., 334., 348., 1882. 17., 36., 60. sz. A franczia irodalom köréből, 1882. 194. sz. A Michelet-emlék leleplezése, 1889. 170. sz. A katonai Mária Therezia rend); a Budapesti Hirlapban 1881. 59. Henri Greville, 1882. 115. sz. Dumas Sándornál, 357. szám. Munkácsy Mihály egyetlen találkozása Aranynyal, 1883. 338. sz. és 1884. 27. 364., sz. 1885. 60. sz. Könyvism., 1885. 296. sz. Jókaival Verescsaginnál és a «Czigány-báró» premierjén, 60. sz. Az «Arany ember» Bécsben, 266. sz. Könyves Kálm. a Burgszinházban, 309. sz. Verescsagin Turgenyevről, 1886. 228. sz. Hogyan ismerkedtem meg Liszttel); a Nemzetben (1883. 160., 291. sz. könyvism.)

## Munkái (fordításai)
- Deslys Károly, A normandi halász. Pest, 1857.
- Dumas Sándor, Jehu társai. Pest, 1860. Négy kötet. (Hartleben Olvasó Tára 39-46. Nagy Istvánnal együtt.)
- Hugo Victor, A nevető ember. Pest, 1860. Négy kötet.
- Hugo Victor, A nyomorultak. Pest, 1862. Tiz kötet.
- Bonaparte Napoleon Lajos herczeg (III. Napoleon). Napoleoni eszmék. Pest, 1862.
- Dickens Károly, A Pickwick-klub hátrahagyott iratai. Pest, 1863. Négy kötet.
- Fereal, M. V., A spanyol inquisitio s egyéb titkos társulatok titkai. Brünn, 1864.
- Kock Pál, A három szoknyás leány. Pest, 1864.
- Napoleon, Julius Caesar története. A császár tollba mondása után Sz.-Ilona szigetén leírta M. Marchand. Pest, 1865.
- Gonsales Emanuel és Moleri, Buckingham herczeg hét csókja. Pest, 1868. Két kötet.
- Gasskellné, Phillis unokahugom. Pest, 1867.
- Feuillet Octave, Camors gróf. Pest, 1868. két kötet. (2. kiadás. Pest, 1880.)
- Uchard, Mario, Jean de Chazol. Pest, 1869. két kötet. (2. kiadás. Pest, 1881.)
- Laboulaye Ede, Az Egyesült-Államok története. Pest, 1870-71. Három kötet. (Szász Domokossal együtt.)
- Currer Bell, Jane Eyre. Pest, 1873. Két kötet.
- Trollope, A., Szemet szemért. Pest, 1875.
- Eynaud, A., Ferizade dala. Pest, 1877. (Olcsó Könyvtár 32.)
- Murray, E. C., Grenville. A franczia politikai életből. Rajzok. Pest, 1878. (Olcsó K. 45. Belényesi Gáborral.)
- Ebers, Egy egyiptomi királyleány. Pest, 1878. Három kötet.
- Wilkie Collins, A kisértetes palota. Pest, 1879.
- Gondinet Edmund, A király mondta, víg opera három felv., zenéje Delibes Leótól. Pest, 1879. (Nemz. Szinház Könyvtára 123. Először 1879. márcz. 22.)
- Flammarion, Népszerű csillagászattan. Pest, 1880.
- Olasz beszélyek. Irták Barilli, Ghizlanzoni és Sara. Pest, 1880. (Olcsó K. 110., Mócs Zsigmonddal együtt.)
- Sírven. Alfred és Le Verdier Alfred, A vörös jezsuita. Pest, 1880.
- Greville Henrik, Árulás. Pest, 1883. (Olcsó K. 163.)
- Wílkie Collins, Szív és tudomány. Pest, 1884.
- Braddon, M. E., Wyllard végzete. Pest, 1885. Három kötet.
- Verne, A lángban álló szigettenger. Pest, 1886.
- Wilkie Collins, Jezabel leánya. Pest, 1886.
- Verne, Sándor Mátyás, Pest, 1887.
- Verne, A hódító Robur, Pest, 1888.
- Verne, Észak a dél ellen, Pest, 1888.
- Verne, Egy sorsjegy 9672-ik szám, Pest, 1889.
- Verne, Haza. Francziaországba! Gil Braltar, Pest, 1889.
- Verne, Két évi vakáczió, Pest, 1890.
- Verne, Világfelfordulás, Pest, 1891.
- Verne, Névtelen család, Pest, 1891.
- Verne, Branicanné asszonyság, Pest, 1892.
- Verne, Cascabel Caesar, Pest, 1892.
- Verne, Várkastély a Kárpátokban, Pest, 1893.
- Verne, Bombarnak Klaudius, Pest, 1894. (Verne regényei előbb nagyrészt a Vasárnapi Ujságban jelentek meg.)
- Verne, Antifer mester csodálatos kalandjai, 1896.
- Méry, Heva c. regényét is kiadta 1858-ban Nagy Iván szerint.

Fordított színművei első előadásuk sorrendében a Nemzeti Színházban: Scribe, A czárnő, dr. öt felv. (1856. nov. 6.); Dumas Sándor, ifjú, Pénzkérdés, vigj. öt felv. (Felekivel együtt. 1857. jún. 16. Ism. Greguss Ágost. Tanulmányok II. 184. l.); Méry, Hős Guzman, dr. öt felv. (Felekivel, június 23.); Debertay Ágoston, A didergő, vígj. 3. felv. (1861. jan. 17.); Daudet és Belot, Ifjabb Fromont es idősb Risler, dr. öt felv. (1877. márcz. 22.); Sardou V., Dora, szinmű öt felv. (máj. 18.); Rosen Gyula, Azok a férfiak! vigj. egy fele. (jún. 6.); Labiche J. és Daru A., A nagyon szép asszony, vigj. három felv. (aug. 29.); Dugue F., Dráma a tenger fenekén, látványosság hét képben (okt. 12.); Reroy és Reginer, A javulás útja, szinmű négy felv. (1878. febr. 15 ); Gondinet E. és Cohen F., A klub, vigj. három felv. (ápr. 14.); Sardou Victorien, Az ósdiak, vigj. négy felv. (1879. febr. 28.); Pailleron Eduard, A hálátlan kor, vigj. három felv. (1879. jún. 8.); Halevy L., Az eladó ház, vigj. egy felv. (jún. 29.); Labiche és Martin, Perrichon úr utazása, vigj. négy felv. (1879. okt. l.); Pailleron, A szikra, vigj. egy f. és Dore Dániel, A kaczagó nők, vigjáték egy felv. (október 10.); Pailleron, Más okból, vigjáték egy felvonásban (1880. május 19.); Bocage, H. és Hennequin, A., Ill a berek, boh. vigj. három felv. (júl. 9. a Népszínházban). Pailleron, A hol unatkoznak, vigj. három felv. (1881. szept. 23.); Gondinet és Bisson, A kéjutazás, vigj. három felv. (decz. 21.); Pailleron, E., A hol mulatnak, vigj. egy felv. (1882. jan. 27.); Gondinet, A pacsirta, vigj. egy felv. (ápr. 16.)
Szerkesztette a Részvét hangjai c. albumot Szigmund Vilmossal együtt (Pest, 1854. Ism. Pesti Napló 253. sz.); a Nayad Fürdői albumot Balázs Sándorral és Rózsasági Antallal együtt (Pest, 1863.); a Középpárt c. politikai napilapot alapította 1874. jan. l. Pesten és szerkesztette jún. 30-ig, mikor az a 146. számmal megszünt; a Budapest képes politikai napilapot alapította 1877. nov. 15. és szerkesztette 1878. máj. 20-ig; a Hölgyek Naptárát 1878-ra s 1879-re; a Politikai Evkönyvet 1878-ra; a Házi Naptárt 1879-re és 1880-ra.